# Impact Wrestling World Heavyweight Championship
Impact World Championship là một chức vô địch hạng nặng thế giới đấu vật chuyên nghiệp sở hữu và quảng cáo bởi Impact Wrestling. Nó là đai vô địch của chương trình khuyến mãi. Là một trong những đai vô địch đấu vật chuyên nghiệp được yêu thích nhất, danh hiệu được chiến thắng qua kết quả của một trận đấu định trước.

## Lịch sử
Sau một thời gian dùng đai NWA,tập đoàn TNA chuyển sang thi đấu bằng các đai riêng của họ.
Khi chuẩn bị quá trình đổi đai, Christian Cage và Team 3D đang giữ the NWA World Heavyweight Championship và NWA World Tag Team Championship. The TNA World Heavyweight Championship chính thức lên trang TNAwrestling.com vào 14 tháng 5 năm 2007. Như vậy tập đoàn này đã đổi sử dụng đai riêng.
TNA World Heavyweight Championship có thể coi là đai đơn dành cho đô vật nam danh giá nhất của TNA Wrestling. Ngoài TNA World Heavyweight Championship, còn có một số đai đơn dành cho nam khác là TNA X Division Championship và TNA Television Championship. 